# 卡瓦马纳拉
卡瓦马纳拉（義大利語：Cava Manara），是意大利帕维亚省的一个市镇。总面积17平方公里，人口6578人，人口密度386.9人/平方公里（2009年）。国家统计（ISTAT）代码为018041。